# Pseudapocryptes
A Pseudapocryptes a csontos halak (Osteichthyes) főosztályának a sugarasúszójú halak (Actinopterygii) osztályába, ezen belül a sügéralakúak (Perciformes) rendjébe, a gébfélék (Gobiidae) családjába és az iszapugró gébek (Oxudercinae) alcsaládjába tartozó nem.

## Előfordulásuk
A Pseudapocryptes-fajok az Indiai- és a Csendes-óceánokba ömlő folyók alsó szakaszainak az árapálytérségében fordulnak elő. A Mekong deltájában megtalálható mindkét faj.

## Megjelenésük
E halak legnagyobb hossza 12-20 centiméter között van. A P. borneensisen számos apró, barna folt látható, azonban a rokonán, a P. elongatuson alig van ilyen foltozás.

## Életmódjuk
Mindkét faj az édes- és a brakkvíz közti átmenetet kedveli. Az oxigént képesek, egyenesen a levegőből kivenni, azzal a feltétellel, ha nedvesek a kopoltyúik és a bőrük. A víz alá is lemerülhetnek. Az iszapos helyeket kedvelik.

## Felhasználásuk
Ezeknek az iszapugró gébeknek csak kis halászati értékük van; azonban néha megtalálhatók a helybéli halpiacokon.

## Rendszerezés
A nembe az alábbi 2 faj tartozik:
- Pseudapocryptes borneensis (Bleeker, 1855)
- Pseudapocryptes elongatus (G. Cuvier, 1816) - típusfaj